# Parkeisenbahn Gera
| Bahnhof Martinsgrund (2007) |                     |                                |                                |
| Streckenlänge: | 0,8 km              |                                |                                |
| Spurweite: | 600 mm (Schmalspur) |                                |                                |
| Maximale Neigung: | 29 ‰                |                                |                                |
| |                     |                                |                                |
| \| \| \| Wolfsgehege \| \| \| \| Martinsgrundbach \| \| \| \| Martinsgrundbach \| \| \| \| Abstellbereich \| \| \| \| Martinsgrund \| \| \| \| Martinsgrundbach \| \| \| \| Tunnel/Abstellmöglichkeit \| \| \| \| Verlademöglichkeit \| \| \| \| Weiterführung zum Messegelände \| \| \| \| (ehemals geplant) \| |                     |                                |                                |
| Kopfbahnhof Streckenanfang |                     | Wolfsgehege                    | Wolfsgehege                    |
| Brücke über Wasserlauf |                     | Martinsgrundbach               | Martinsgrundbach               |
| Brücke über Wasserlauf |                     | Martinsgrundbach               | Martinsgrundbach               |
| Strecke von links · Abzweig geradeaus und nach rechts |                     | Abstellbereich                 | Abstellbereich                 |
| Bahnhof |                     | Martinsgrund                   | Martinsgrund                   |
| Brücke über Wasserlauf |                     | Martinsgrundbach               | Martinsgrundbach               |
| Tunnel |                     | Tunnel/Abstellmöglichkeit      | Tunnel/Abstellmöglichkeit      |
| Strecke |                     | Verlademöglichkeit             | Verlademöglichkeit             |
| Strecke (außer Betrieb) |                     | Weiterführung zum Messegelände | Weiterführung zum Messegelände |
| Strecke (außer Betrieb) |                     | (ehemals geplant)              | (ehemals geplant)              |

Die Parkeisenbahn Gera ist eine Park- und ehemalige Pioniereisenbahn im Tierpark Gera. Sie wurde am 6. September 1975 anlässlich des Dahlienfestes vom Oberbürgermeister der Stadt Gera eröffnet.

## Strecke

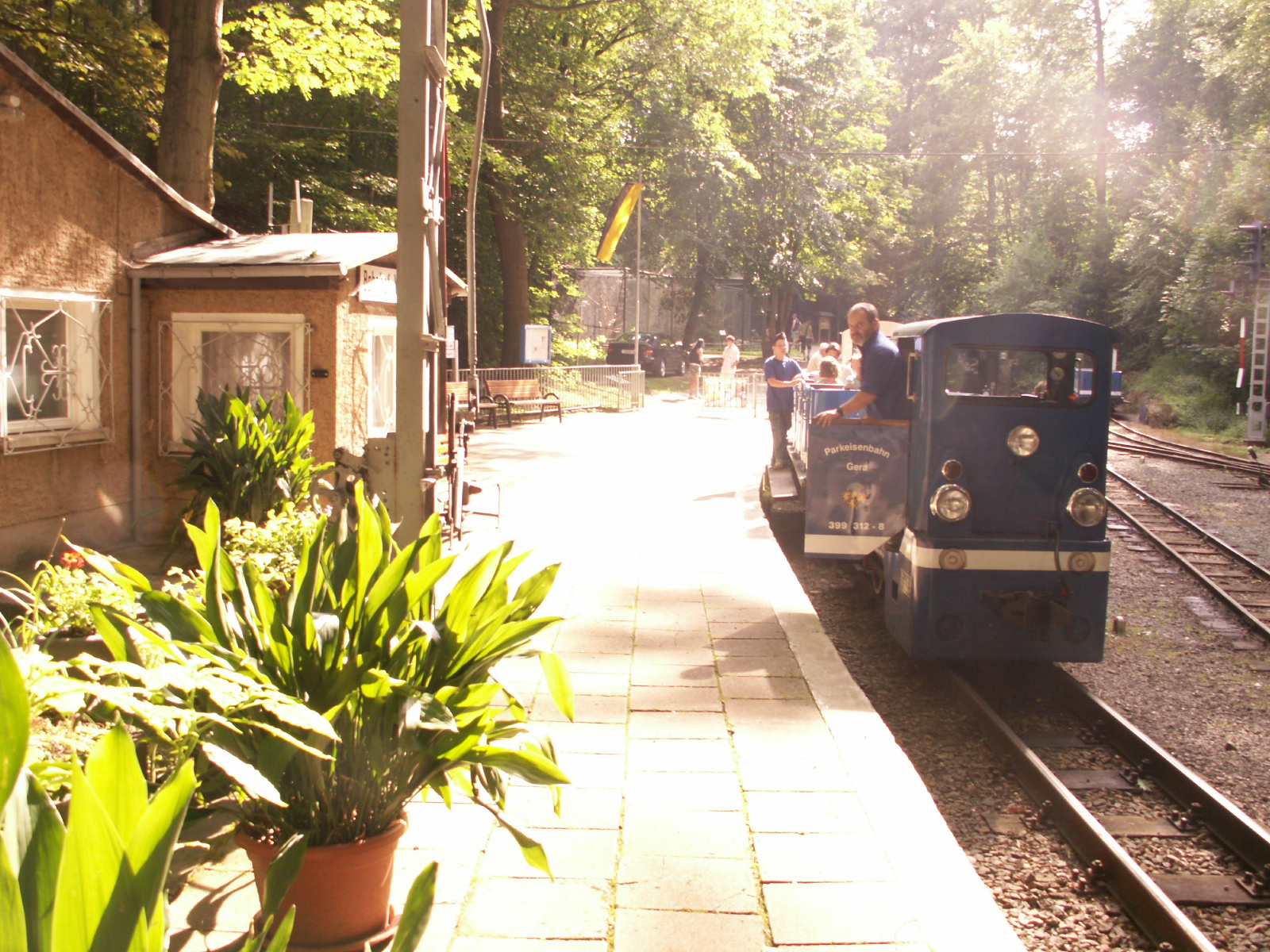
Bahnhof Wolfsgehege (2007)

Die etwa 800 m lange Strecke mit einer Spurweite von 600 mm beginnt am Bahnhof „Martinsgrund“, passiert einen Berghang und einen Bach und führt über zwei Brücken zur Endstation der Strecke, dem Bahnhof „Wolfsgehege“.
Die Streckenführung durch den Tierpark erforderte einen Dammbau und drei Brückenbauten. Sie besitzt mit 29 Promille den zweitsteilsten Streckenabschnitt aller Parkeisenbahnen in Deutschland.
Die heutige Strecke der Parkeisenbahn ist nur ein Teil der geplanten Strecke, ursprünglich sollte diese vom Bahnhof Martinsgrund auch in das nahe liegende Messegelände führen, eigens dafür wurde auch ein Tunnel errichtet (der einzige aller Pionier-/Parkeisenbahnen in der DDR). Dieser zweite Streckenabschnitt wurde aus finanziellen Gründen aber nicht mehr zu Ende geführt, sodass der Tunnel heute als Abstellanlage genutzt wird.

## Geschichte

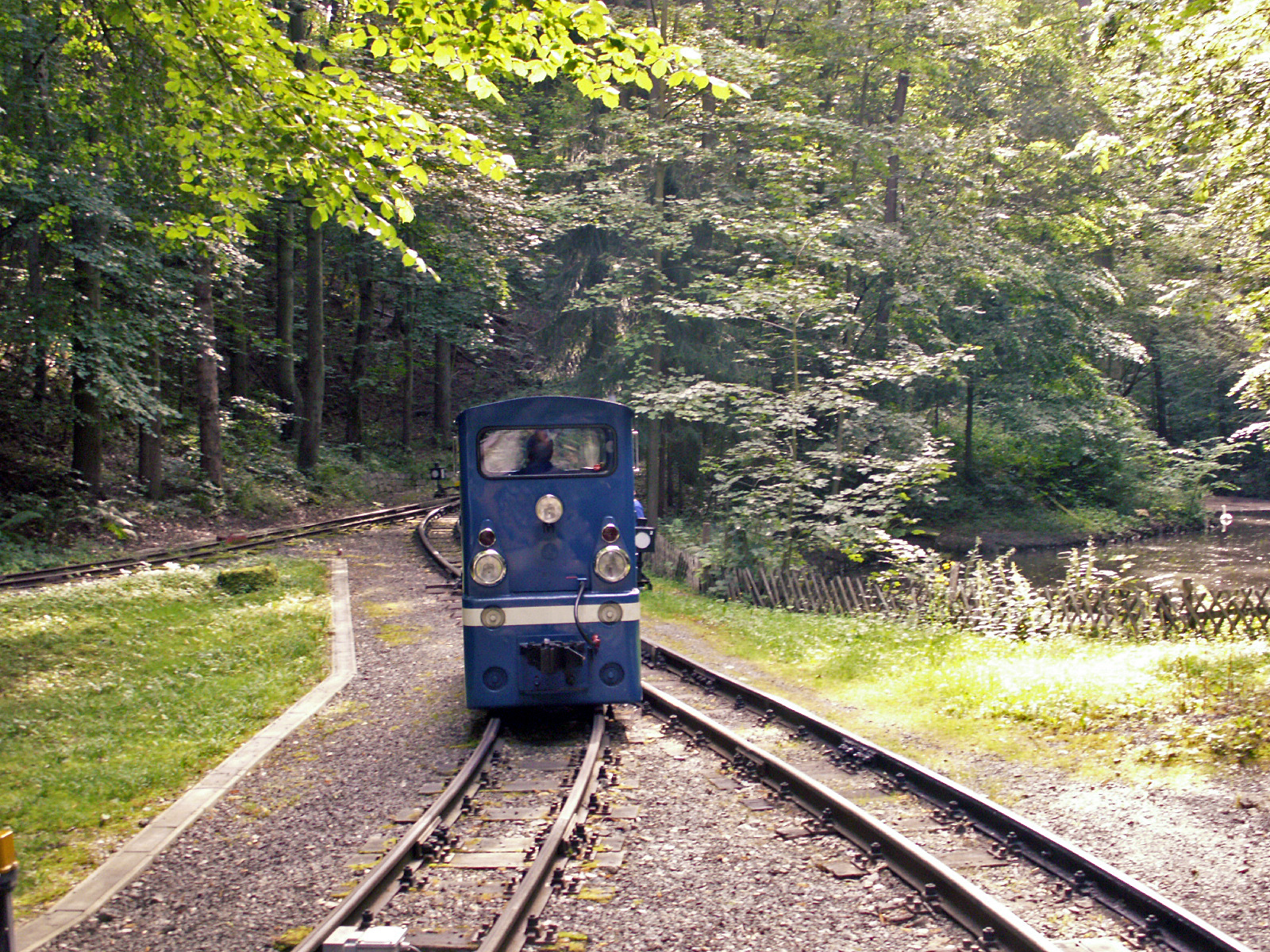
Rangieren im Bahnhof Martinsgrund (2007)

Die Anlage entstand unter Leitung der „Arbeitsgemeinschaft Pioniereisenbahn des Rates der Stadt Gera“, in der sich Architekten, Baufachleute, Eisenbahnfreunde und verantwortliche Funktionäre der Stadtverwaltung zusammenfanden.
Der Eröffnungszug bestand aus zwei, von der damaligen Pioniereisenbahn Berlin zur Verfügung gestellten, geschlossenen Wagen und einer umgebauten Grubenlok (Lok EA 44-01, eine Akkugelenklokomotive der Bauart EL 61, die im Kraftfahrzeuginstandsetzungswerk Gera umgebaut wurde).
1978 erfolgte die Inbetriebnahme der ersten Diesellok. Um die steigenden Besucherzahlen zu bewältigen, wurden 1979 zwei Dieselloks (Werklokomotiven des Typs BN 60) von der Pioniereisenbahn Berlin übernommen. Im selben Jahr wurde die umgebaute Grubenlok EA 44-01 in das Betriebsferienlager der SDAG Wismut (heute Ferienland Crispendorf) überführt.
Eigens konstruierte offene Wagen wurden in den Jahren 1978 und 1982 in Betrieb genommen. 1980 erfolgte der Einbau von Federzungenweichen und der Neubau eines Stumpfgleises im Bahnhof Martinsgrund. 1983 wurde ein neuer Lokschuppen übergeben, 1986 erfolgte die Erneuerung des gesamten Streckengleises von der Schienenform S 18 auf S 33 und der Einbau von Weichen mit Klammerspitzenverschluss. 1989 gelang die Wiederinbetriebnahme des ersten geschlossenen Wagens. Im Jahre 1990 konnte der einmillionste Fahrgast begrüßt werden. 1991 wurde die Pioniereisenbahn in Parkeisenbahn umbenannt.
Im Jahr 1992 wurde der Geraer Wald-Eisenbahn-Verein e. V. als Förderverein gegründet. Er unterstützt den Eigentümer der Parkeisenbahn, die Stadt Gera. Wie bei den anderen Parkeisenbahnen in den neuen Bundesländern werden interessierte Schüler mit dem Eisenbahnwesen vertraut gemacht. Unter der Betreuung von erfahrenen Eisenbahnern sorgen die Schüler für den Fahrbetrieb. Nach der Schule, an den Wochenenden und in den Ferien sind sie entsprechend der Dienstpläne an der Strecke eingeteilt, stellen Weichen und Signale und verkaufen Fahrkarten. 1994 wurde das erste Parkeisenbahnfest gefeiert.
Im Jahr 1995 wurden zwei Brücken saniert und erstmals eine Dampflokomotive eingesetzt. 1997 wurde eine Diesellok und alle sechs Personenwagen modernisiert. Am 1. April 2000 übergab der Geraer Wald-Eisenbahn-Verein e. V. einen Nachbau der ersten Akkumulatorenlok (EA 44-02) als Dauerleihgabe an die Stadt Gera.
Seit 2003 konnte die Stadt Gera die Finanzierung der Parkbahn nicht mehr sicherstellen. Ein Tiefpunkt war Ende 2004 erreicht, als die 240.000 Euro für die Hauptuntersuchung – planmäßig im März 2005 fällig – nicht aufzubringen waren. Für eine Verlängerung der Betriebserlaubnis konnte ein Jahr Aufschub ausgehandelt werden, so wurde eine Stilllegung verhindert. Zur Lösung der finanziellen Probleme ist es geplant, Parkeisenbahn und Tierpark als GmbH unter dem Dach der Stadtwerke neu zu organisieren.

## Derzeitiger Betrieb
Rund 17 Parkeisenbahner wickeln von April bis Oktober den Betrieb der Bahn ab. Dazu stehen ihnen zwei Dieselloks zur Verfügung (von denen jedoch nur eine fährt), eine Akkulok sowie zwei geschlossene und vier offene Waggons.
Die Bahn befördert jährlich ca. 45.000 Tierparkbesucher. Insgesamt wurden in ihr seit der Eröffnung 1975 bis zum 20. August 2016 2.000.000 Fahrgäste gezählt; sie legte dabei 115 276,8 Fahrkilometer zurück. In der Fahrsaison 2016 waren es 36.026 Fahrgäste.